# Francesco Arca
Francesco Arca (ur. 19 listopada 1979 w Sienie) – włoski aktor i model pochodzenia sardyńskiego. Odtwórca roli policjanta Marco Terzaniego w serialu kryminalnym RTL Komisarz Rex (Il commissario Rex, 2012–2015).

## Kariera
W 2004 jako zawodnik wziął udział w programie Canale 5 Volere o volare, a następnie gościł jako kawaler w programie Uomini e donne (2004–2005). Jego związek z wybraną na koniec programu dziewczyną, Carlą Velli, trwał dwa lata. W 2006, po udziale w innym reality show, La fattoria, postanowił przenieść się do Rzymu, aby studiować aktorstwo.
W 2007 zadebiutował w roli uwodziciela Brando w komedii 25.12 – Natale w dyskotece (25/12 - Natale in disco), ale film nie odniósł sukcesu. W 2008 na scenie w Trinitapoli czytał wspólnie z Michele Placido utwór Ludowika Aryosta Orland szalony. W 2009 trafił na scenę Teatro Cometa Off w Rzymie w przedstawieniu Bum Bum Liberi Tutti na podstawie gejowskiej komedii Przyjęcie urodzinowe mojego drogiego przyjaciela Harolda z lat 70. Po serii małych ról telewizyjnych, w 2010 po raz pierwszy wystąpił na dużym ekranie w komedii romantycznej  Federica Mocci Wybacz, ale chcę się z tobą ożenić. Aby zagrać rolę niegrzecznego Antonio w komediodramacie Ferzana Özpetka Zapnij pasy (2014) z Kasią Smutniak musiał przytyć szesnaście kilogramów, ważąc 102 kg.
W 2012 zastąpił Ettore Bassi i otrzymał rolę policjanta Marco Terzani w szesnastym sezonie serialu RTL Komisarz Rex, gdzie jego partnerem jest tytułowy owczarek niemiecki Rex. Premiera odbyła się na polskim kanale TV4 7 stycznia 2014 roku.
Wystąpił w teledysku do piosenki Emmy „Io di te non ho paura” (2016).

## Życie prywatne
Urodził się w Sienie we Włoszech, w Toskanii, w prowincji Siena. Jego ojciec, Silvano, spadochroniarz pochodzący z Oristano, zmarł w wyniku ran postrzałowych podczas polowania 23 grudnia 1995, gdy Francesco Arca miał zaledwie piętnaście lat. 
Arca był zaręczony z Carlą Velli, Jennipher Rodriguez, Laurą Chiatti, Anną Safroncik. Ze związku z Irene Capuano ma dwoje dzieci, Marię Sole (ur. 1 września 2015) i Brando Marię (ur. 6 kwietnia 2018).

## Filmografia

### Seriale TV
- 2008: Czar (Incantesimo) jako Giacomo
- 2009: Don Matteo jako Ferdinando Esposito
- 2010: Poślubiłam policjanta (Ho sposato uno sbirro) jako policjant Antonio Branca
- 2012: Detektyw w habicie (Che Dio ci aiuti) jako Fabrizio Misiti
- 2012: Niech Bóg ma nas w swojej opiece (Che Dio ci aiuti) jako Fabrizio Misiti
- 2012–2013: Trzy róże Ewy (Le tre rose di Eva) jako Bruno Attali
- 2012–2015: Komisarz Rex (Il commissario Rex) jako Marco Terzani
- 2017: Il bello delle donne... alcuni anni dopo jako inspektor Gadda
- 2017: Sacrificio d’amore jako Brando, kochanek Silvii
- 2018–2020: La vita promessa jako Vincenzo Spanò
- 2019: Komandosi (Los nuestros) jako Samir
- 2019: Promesas de arena jako Hayzam
- 2020: Vite in fuga jako Elio Ferrari
- 2021: Svegliati amore mio jako Domenico 'Mimmo' Giuliani
- 2022–2023: Astrologiczny przewodnik po złamanych sercach (Guida astrologica per cuori infranti) jako Alejandro
- 2022–2023: Fosca Innocenti jako Cosimo
- 2023: Resta con me jako Alessandro

### Filmy
- 2010: Wybacz, ale chcę się z tobą ożenić (Scusa ma ti voglio sposare) jako fotograf
- 2011: 5 (Cinque) jako Martinovich
- 2014: Zapnijcie pasy jako Antonio
- 2015: I Calcianti jako Savelli
- 2015: Spectre jako Francesco
- 2022: Gli idoli delle donne jako Filippo Gigolo'

## Nagrody
- 2011: Młodzieżowa Nagroda Akademii przyznana przez Europejskie Centrum Turystyki i Rozrywki[5]
- 2014: Nagroda Giffoniego[5]
- 2014: Nagroda Kineo: Najlepszy aktor[5]
- 2023: Nagroda Nuovo IMAIE na Nastro d’argento za serial Resta con me[5]